# Радивоевич, Саша
Са́ша Радиво́евич (серб. Саша Радивојевић; 10 апреля 1979, Белград, СФРЮ) — сербский футболист, вратарь.

## Карьера
Выступал за сербские клубы «Партизан», «Раднички», черногорскую «Зету», иранский «Пегах Гилан» и греческий «Аполлон», после чего вернулся на родину в белградскую «Црвену звезду». Вторую половину сезона 2007/08 он провёл на правах аренды в «Бораце».
В 2010 году Радивоевич был отдан в аренду белградским «Чукаричкам», с которыми в том же году подписал контракт.